# Haddebo
Haddebo är en by i Svennevads socken  i sydöstra delen av Hallsbergs kommun. 

## Allmänt
Haddebo är en liten skogsby med cirka 25 permanentboende som ligger i Hallsbergs kommun, södra Närke. Byn ligger vid Haddeboån cirka 5 km väster om Hjortkvarn och cirka 1 km innanför gränsen mot Lerbäcks socken.
Haddebo har en lång brukshistoria, som går ända tillbaka till 1600-talet. Haddebo bruk fick redan den 9 mars 1658 bruksprivilegier. År 1658 blev Peder Andersson Wester brukets tredje ägare. I dag är all form av industri borta. Även de två herrgårdarna som har funnits, Nedre och Övre, är borta. Dock har en ny herrgård i gammalt material och enligt den gamla ritningen återuppbyggts. Den är i dag privatbostad.
Prins Carl Philip har jagat i Kronoparken Haddebo, och det var där som han sköt sin första älg. I byn bor även författaren Torbjörn Säfve.
Länsväg T597 går genom Haddebo med grusstandard. Den är en övrig länsväg som i väster startar vid Skyllberg och sträcker sig mestadels genom skog och mindre sjöar till Hjortkvarn. Vägen är cirka 31 kilometer lång och har en standard av både asfalt och grus.